# Лимбург Юнайтед
«Лимбург Юнайтед» — бельгийский профессиональный баскетбольный клуб из города Хасселт, по спонсорским причинам также называется «Хубо Лимбург Юнайтед». Клуб играет в высшем дивизионе чемпионата Бельгии с 2014 года.

## История
В начале 2014 года клуб «Лимбург Юнайтед» был основан в городе Хасселт, который является столицей бельгийской провинции Лимбург. Клуб был основан для того, чтобы стать ведущим баскетбольной командой в провинции, после того как в 2008 году «Бре», также представлявший провинцию Лимбург, перестал играть в высшем дивизионе чемпионата Бельгии, а в 2010-м прекратил своё существование. «Лимбург Юнайтед» получил Б-лицензию на участие в БЛБ перед сезоном 2014—2015. Бывший ассистент главного тренера «Антверп Джайэнтс» Брайан Линч подписал пятилетний контракт с новичком лиги и стал её первым главным тренером клуба. По итогом сезона 2014—2015 клуб финишировал 4-м в регулярном чемпионате, но не смог пройти первый раунд плей-офф, однако это не помешало Брайану Линчу выиграть награду лучшему тренеру лиги.

## Сезоны
| Сезон     | Лига | Уровень | Рег. чемп. | Плей-Офф      | Кубок Бельгии |
| --------- | ---- | ------- | ---------- | ------------- | ------------- |
| 2014/2015 | БЛБ  | 1-й     | 4-е        | Четвертьфинал | Четвертьфинал |

## Известные игроки
- Роберт Лоэ
- Симус Боксли
- Джесси Сандерс